# Лі Хуаньчжі
Лі Хуаньчжі (李焕之, 2 січня 1919 — 19 березня 2000) — китайський композитор, диригент, музикознавець.

## Життєпис
Народився 2 січня 1919 році у м. Гонконг. З 1925 до 1935 року навчався у середній школі. У 1936 вступив у Шанхаї до Державного музичного вищого навчального закладу (Голі іньюе чжуанькесюесяо), де вивчав гармонію у Сяо Юмея. У серпні 1938 року прибув до Яньань, де продовжив освіту в Академії мистецтв ім. Лу Синя на музизному факультеті та в аспірантурі, вивчаючи композицію і диригування у Сянь Сінхая, про якого згодом написав статтю. Потім там же викладав, а з закінченням війни став деканом музичного факультету інституту мистецтв Північнокитайського об'єднаного університету (Хуабей ляньхе дасюе) в Чжанцзякоу (провінція Хебей).
Після створення Китайської Народної Республіки керував Колективом музичних працівників Центральної музичної академії (Чжун'ян іньюе сюеюань), Центральним ансамблем пісні і танцю (Чжун'ян геу туань), Центральним ансамблем національної музики (Чжун'ян міньцзу юе туань).
З 1954 року був незмінним секретарем, а з 1985 по 1999 — головою Китайської спілки музик (Чжунго іньюецзя сехуй). Помер 19 березня 2000 року у Пекіні.

## Творчість
З дитинства цікавився народною музикою і в своїх творах широко використовував народні інструменти. З 1935 року писав пісні, зокрема, «Муян айге» («Вівчарська елегія») на вірші (ці) Го Можо та «Хуан хуа Цюй» («Пісня про жовті кольори») на вірші Цзян Гуанці. З 1937 року під час Війни опору Японії в створенні антияпонських пісень співпрацював з Пу Феном та іншими поетами—патріотами, написавши «Сямень цзи чан» («Сямень співає») на вірші Янь Фена і «Баовей цзуго» («Захистимо батьківщину») на вірші Ке Фена.
У 1940-50-і роки створив понад 300 вокальних творів, зокрема відому, улюблену Чжоу Еньлаєм революційну пісню «Шехуйчжуі хао» («Соціалізм — добре», 1957 рік) на вірші Сі Яна. Складав музику до кіно, зокрема о відомого фільму Се Тілі «Бао фен чжоу юй» («буревій та злива», 1961 рік).
У 1955–1956 роках написав чотиригодинну оркестрову сюїту «Чуньцзе цзуцюй» («Новорічна сюїта»), яка регулярно виконується на новорічних концертах. Диригував хором на урочистих концертах, оперою «Бай маонюй» («Сива дівчина»). У 1957 році Пекінський молодіжний аматорський хор під його керівництвом завоював золоту медаль на 6-му Міжнародному фестивалі молоді і студентів у Москві.

## Музикознавець
Йому належать праці: «Цзоцюй цзяочен» («Курс композиції»), «Цзеньян сюесі цзоцюй» («Як вивчати композицію»), «Іньюе чуаньцзо сань-лунь» ("Окремі судження про музичному творчості "), «Міньцзу міньцзянь іньюе шулунь» («Кілька думок про національну народну музику»), «Лунь цзо цюй ішу» («Судження про мистецтво композиції»).